# 宋佩璋
宋佩璋（1919年—1989年），河北省临城县人。中华人民共和国政治人物。
早年参加八路军，后升任中原野战军八纵23旅政治部副主任。中华人民共和国成立后，升任中国人民解放军第60军179师政治部主任。1951年，任中国人民志愿军第60军179师副政委兼政治部主任。1953年，任政委，后改任中国人民解放军第12军政委；1960年晋升为大校军衔。1967年，任安徽省军区第一政委。1971年，升任中共安徽省委书记。1975年，升任中共安徽省委第一书记兼省革委会主任。1977年，因牵扯文化大革命案被调离审查。